# باول أنتوني ستيوارت
باول أنتوني ستيوارت (بالإنجليزية: Paul Anthony Stewart)‏ هو ممثل أمريكي، ولد في 23 فبراير 1970 بفيلادلفيا في الولايات المتحدة.

## أعمال

### مسلسلات
- قانون ونظام

## وصلات خارجية
- باول أنتوني ستيوارت على موقع IMDb (الإنجليزية)
- باول أنتوني ستيوارت على موقع ألو سيني (الفرنسية)
- باول أنتوني ستيوارت على موقع أول موفي (الإنجليزية)
- باول أنتوني ستيوارت على موقع قاعدة بيانات برودواي على الإنترنت (الإنجليزية)
- باول أنتوني ستيوارت على موقع قاعدة بيانات برودواي على الإنترنت (الإنجليزية)
- باول أنتوني ستيوارت على موقع قاعدة بيانات الأفلام السويدية (السويدية)
- باول أنتوني ستيوارت على موقع قاعدة بيانات الفيلم (الإنجليزية)
- باول أنتوني ستيوارت على موقع كينوبويسك (الروسية)